# غندور (صفة)

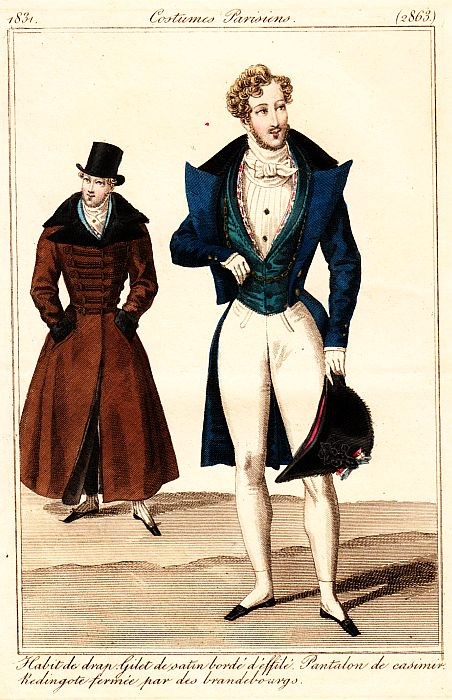
الأزياء الباريسية: غندور باريس عام 1831.

الغُندور هو الرجل الذي يولي أهمية خاصة للمظهر والعناية الشخصية واللغة المصقولة والهوايات الترفيهية، ويظهر لا مبالاة عند أداء الأعمال. يمكن أن يكون الغندور رجلًا عصاميًا طبعًا أو متقمصًا، يقدل أسلوب حياة الأرستقراطية وذلك حتى إن كان أصله من الطبقة الوسطى ولادته وخلفيته، خاصة في بريطانية في أواخر القرن الثامن عشر وأوائل القرن التاسع عشر.

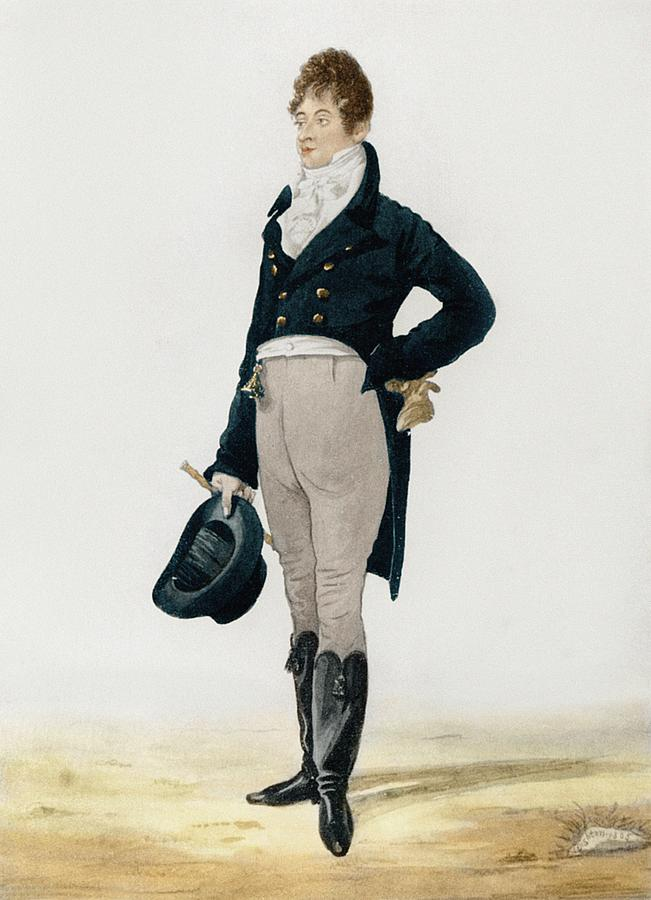
غندور بريطانيّ.

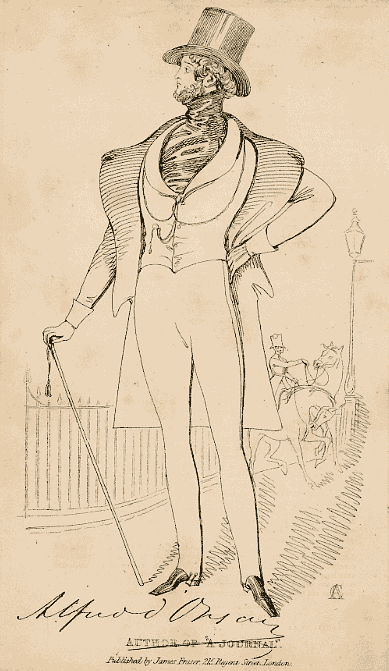
غندور فرنسي لجِمس بِلي فَريزر)